# Pistia stratiotes
Genre
Espèce
Classification phylogénétique
Statut de conservation UICN

 LC  : Préoccupation mineure
Pistia stratiotes, parfois appelée « laitue d’eau », « salade d’eau » ou « chou aquatique », est une espèce de plantes aquatiques de la famille des Araceae. Cette plante est maintenant pantropicale : on la trouve en Amérique, en Asie, en Afrique, en Océanie et elle est introduite en Europe. C'est la seule espèce actuellement acceptée du genre Pistia.
À partir de 2024, elle sera inscrite sur la « Liste des espèces exotiques envahissantes préoccupantes pour l’Union européenne ». Cela signifie qu'elle ne pourra plus être importée, cultivée, commercialisée, plantée, ou libérée intentionnellement dans la nature, et ce nulle part dans l’Union européenne.

## Description

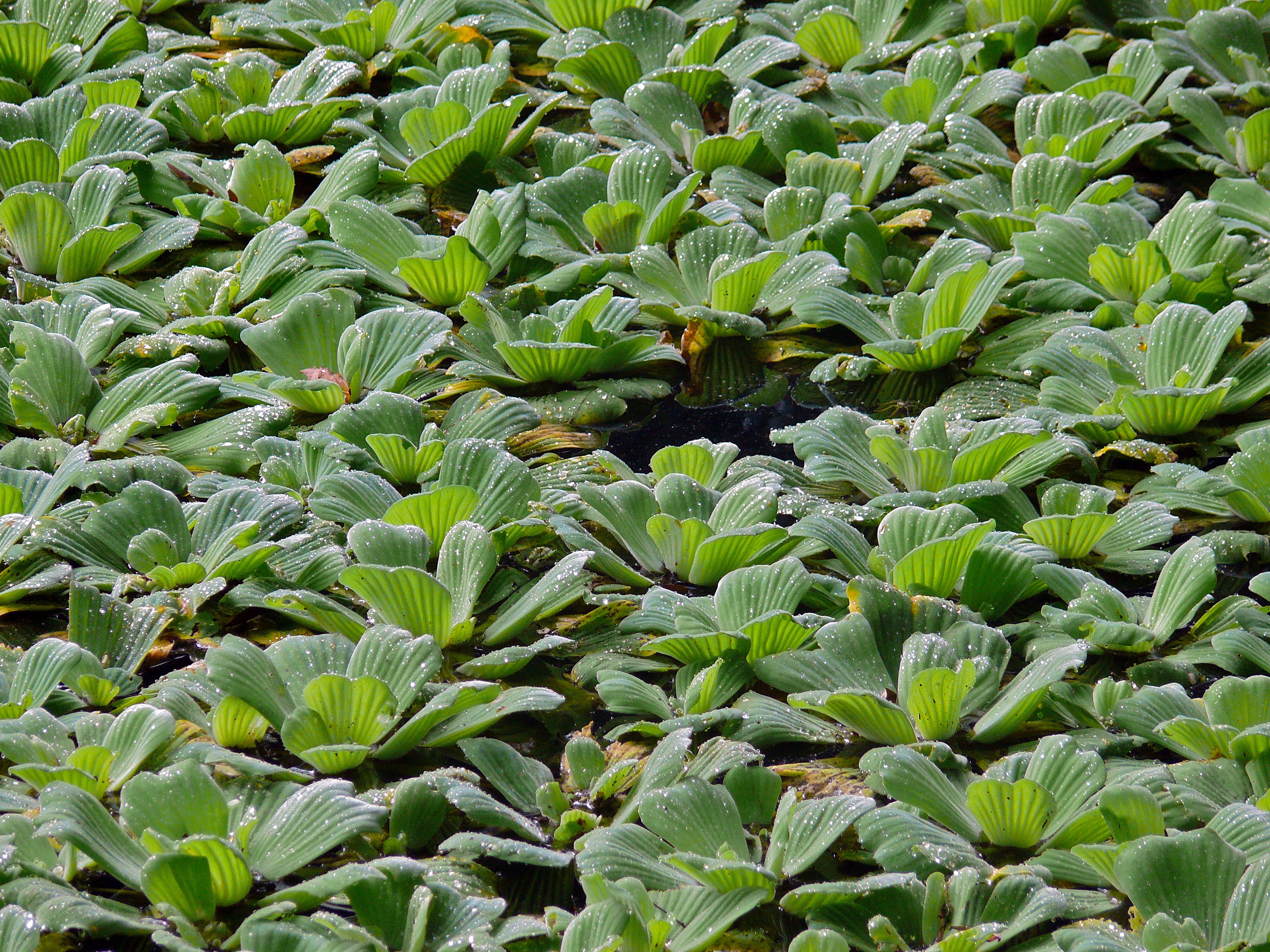
Pistia stratiotes Parc national de Tikal, Guatemala)

### Aspect général
La « Pistia stratiote » est une plante vivace aquatique, flottant à la surface de l'eau, pourvue d'un réseau de fines racines, de 50 cm de long, pendant dans l'eau et développant de longs stolons en surface. Elle ne comporte pas de tige.

### Feuilles
Les feuilles obovales sont disposées en rosette d'où son nom de "laitue d'eau". Elles sont vert clair, grisâtres dessous, de 5 à 20 cm de long, finement pubescentes, parcourues par 5-13 nervures presque parallèles, fortement marquées et donnant un aspect côtelé. Les poils piègent des bulles d'air aidant à la flottaison.

### Fleurs

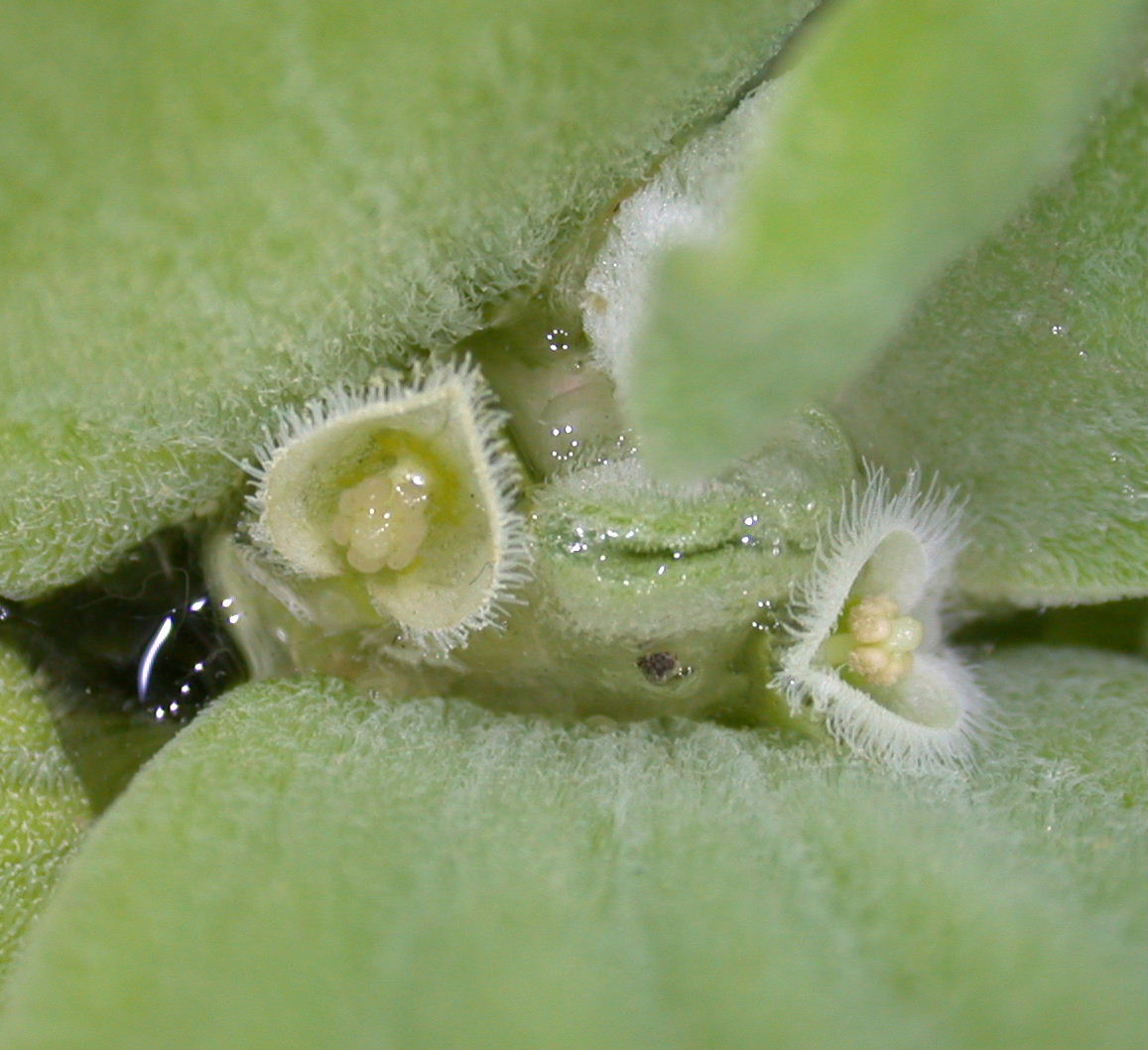
Inflorescence

Les inflorescences discrètes sont formées d'une spathe blanchâtre de 1 cm et d'un spadice deux fois plus court, portant des fleurs mâles à 2 étamines et une fleur femelle solitaire ; la plante est monoïque.

### Fruits
Les graines sont brun clair, cylindriques.

## Reproduction

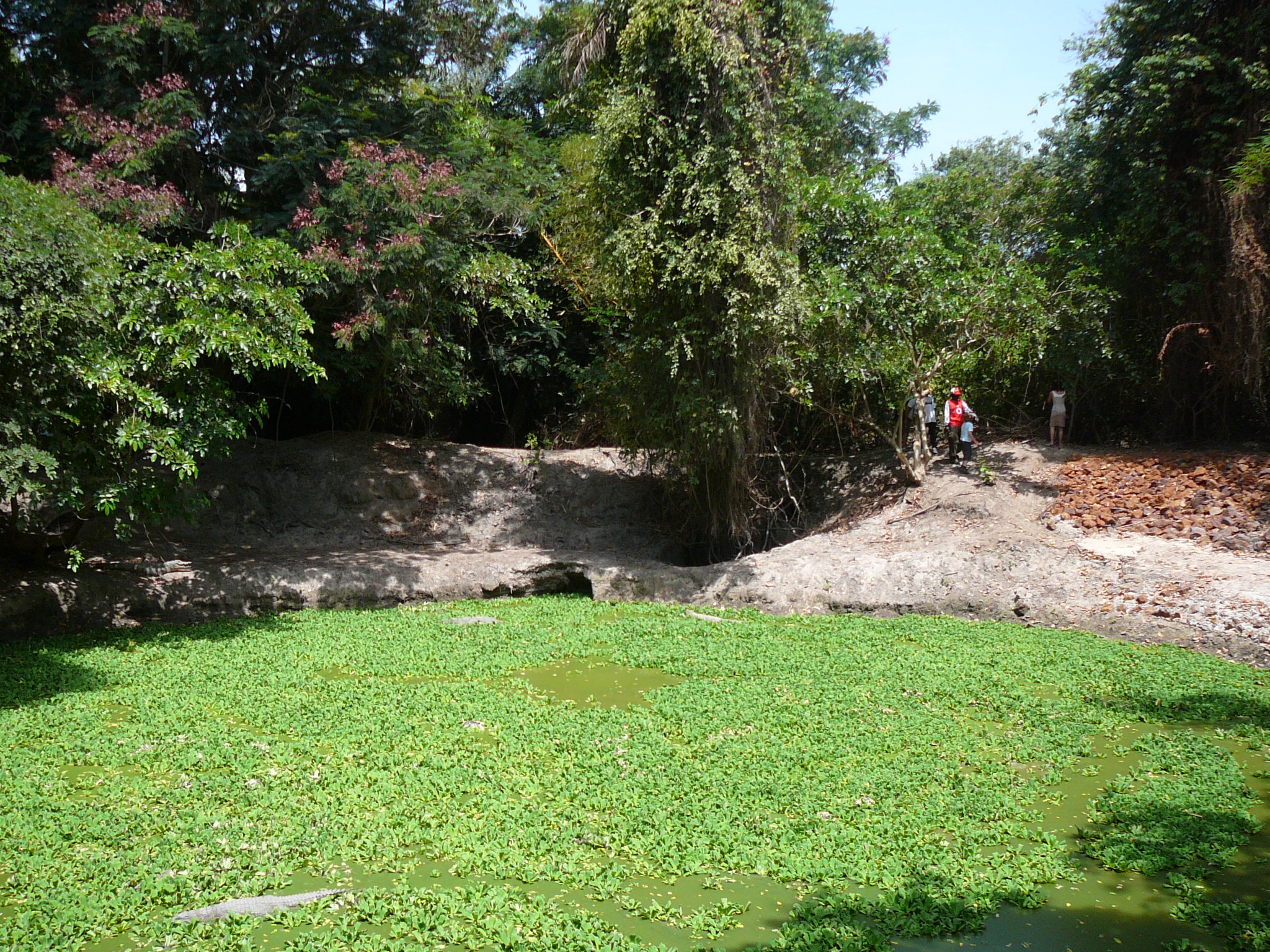
Mare à crocodiles envahie par les Pistia (Gambie)

Elle se reproduit très rapidement par multiplication végétative, en lançant autour d'elle des stolons (tiges) au bout desquels apparaissent de nouvelles petites plantes.

## Distribution et caractère envahissant
Sa distribution d'origine est incertaine. Elle est maintenant pantropicale.
Elle affectionne les canaux, les rivières à court lent, les fossés, les rizières et les étangs.
Elle ne résiste pas aux températures inférieures à 15 °C, sa température de croissance optimum se situe entre 22 et 35 °C.
Dans de nombreuses régions tropicales, elle peut envahir complètement la surface de l'eau, et former un tapis si dense qu'elle empêche les échanges gazeux à l'interface air-eau de se réaliser et provoque une réduction de la concentration en oxygène de l'eau au point de faire mourir les poissons. Comme la jacinthe d'eau (Eichhornia crassipes), elle peut obstruer complètement les rivières ou les lacs et les rendre impraticables pour la navigation.

### Afrique
Lorsque le Nil Blanc traverse les marais du Sudd au sud Soudan, son cours est ralenti et de vastes obstructions végétales se forment. L'accumulation de Pistia, d'une petite fougère flottante, l'Azolla et d'une plante carnivore, l'Utricularia, autour de touffes de papyrus forment des bouchons impénétrables. La Pistia a longtemps été abondante sur le lac Victoria mais elle en a maintenant quasiment disparu, à la suite de l'invasion de la jacinthe d'eau venue d'Amazonie dans les années 1980-90.
Au Sénégal, le parc national des oiseaux du Djoudj connait une prolifération de plusieurs espèces végétales (Pistia stratiotes, Typha australis et Salvinia molesta) à la suite de la fermeture du barrage de Diama. La lutte chimique par herbicide ayant échoué, on a essayé l'assèchement du parc durant une partie de l'année. La lutte biologique à l'aide du charançon Neohydronomus affinis est aussi menée avec succès.

### Asie
Dans les vastes deltas marécageux du Gange et du Brahmapoutre, on voit aussi à l'époque de la mousson, se former de grands radeaux de débris végétaux et de Pistia, pouvant atteindre 15 mètre de long et 75 cm d'épaisseur. Sur ces iles flottantes, dérivant au gré des courants, la vie s'installe, des graines de plantes germent, des oiseaux se reposent ou se nourrissent.

### Océanie
L'espèce est envahissante en Nouvelle-Calédonie et peut favoriser la formation de gîtes larvaires pour les moustiques, vecteurs de nombreuses maladies, en l'occurrence essentiellement la dengue. Le Code de l'environnement de la Province Sud interdit l’introduction dans la nature de cette espèce ainsi que sa production, son transport, son utilisation, son colportage, sa cession, sa mise en vente, sa vente ou son achat.

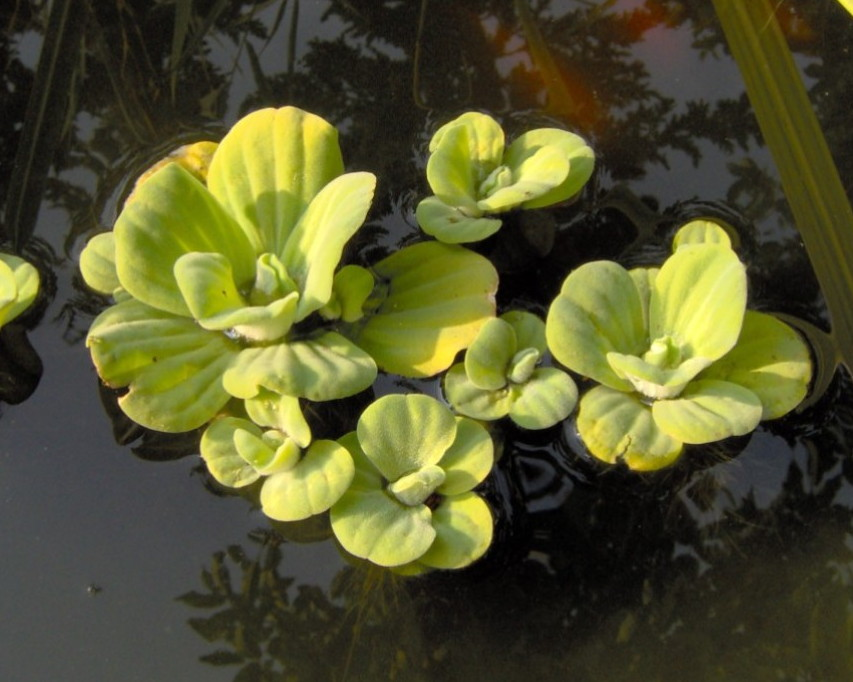
Pistia stratiotes

## Utilisations

### Ornementale
C'est une plante ornementale, appréciée des aquariophiles et des jardiniers qui la mettent dans des bassins en extérieur à la belle saison. En fournissant un peu d'ombre au bassin, les Pistia évitent la prolifération d'algues. Leur long réseau racinaire offre une protection aux alevins.
On associe souvent dans les aquariums la laitue d'eau pistie avec d'autres espèces flottantes comme la petite lentille d'eau Lemna minor, l'azolle et la salvinie mais ces dernières sont très envahissantes et ne doivent pas être utilisées en extérieur.

### Médicinale
En Inde, les feuilles sont utilisées en médecine traditionnelle contre la teigne, contre les chancres de la syphilis, les furoncles, blessures et maladies de la peau. Une étude récente a montré l'efficacité de l'extrait de feuille contre plusieurs dermatophytes responsables de mycoses de la peau.
La médecine populaire chinoise utilise toute la plante contre l'eczéma et la syphilis.

### Épuration
Cette plante est parfois utilisée pour le traitement des eaux usées, la décontamination des métaux lourds, notamment en lagunage naturel. La Pistia est un hyperaccumulateur de cadmium, de cuivre et de mercure.

### Pistia
- (en) Flora of North America : Pistia
- (en) Madagascar Catalogue : Pistia
- (en) Flora of Pakistan : Pistia
- (en) FloraBase (Australie-Occidentale) : classification Pistia
- (fr) Tela Botanica (France métro) : Pistia
- (fr + en) ITIS : Pistia  L.
- (en) NCBI : Pistia (taxons inclus)
- (en) GRIN : genre Pistia  L. (+liste d'espèces contenant des synonymes)

### Pistia stratiotes
- (en) Flora of North America : Pistia stratiotes
- (en) Flora of Pakistan : Pistia stratiotes
- (en) FloraBase (Australie-Occidentale) : classification Pistia stratiotes
- (en) Catalogue of Life : Pistia stratiotes L. (consulté le 16 décembre 2020)
- (fr) Tela Botanica (France métro) : Pistia stratiotes L.
- (en) BioLib : Pistia stratiotes L.
- (en) GISD : espèce Pistia stratiotes
- (fr + en) ITIS : Pistia stratiotes  L.
- (en) NCBI : Pistia stratiotes (taxons inclus)
- (en) GRIN : espèce Pistia stratiotes  L.
- (en) African plants - A Photo Guide : Pistia stratiotes (en)
- (en) UICN : espèce Pistia stratiotes (consulté le 10 avril 2021)